# ميكاو روكيكي
ميكاو روكيكي (بالبولندية: Michał Rokicki)‏ (مواليد 31 مارس 1984) هو سبّاح بولندي، مثّل بلاده في الألعاب الأولمبية الصيفية 2008.

## روابط خارجية
- ميكاو روكيكي على موقع الاتحاد الدولي للسباحة (الإنجليزية)
- ميكاو روكيكي على موقع أوليمبيديا (الإنجليزية)